# Condado de Geary
O Condado de Geary é um dos 105 condados do estado americano de Kansas. A sede do condado é Junction City, e sua maior cidade é Junction City. O condado possui uma área de 1 047 km² (dos quais 996 km² estão cobertos por água), uma população de 27 947 habitantes, e uma densidade populacional de 28 hab/km² (segundo o censo nacional de 2000). O condado foi fundado em 7 de março de 1889.